# Louis Jensen (maler)
 Der er flere personer med dette navn, se Louis Jensen.
Isak Louis Napoleon Jensen (15. august 1858 i København – 21. maj 1908 på Frederiksberg) var en dansk maler.
Louis Jensen er søn af købmand Fritz Peter Edvard Jensen (1815-1878) og Julie født Bloch (1814 – 1887). Efter endt skolegang sattes han i malerlære, kom ved nytår 1876 ind på Kunstakademiet og blev i 1880 elev af Modelskolen. Allerede i 1879 udstillede han et mindre billede på decemberudstillingen, men blev først fra 1881 udstiller ved Akademiets forårsudstillinger. Da han vakte opmærksomhed dels ved landskabsbilleder, dels ved billeder med arkitektoniske motiver, fik han allerede i 1884 en mindre understøttelse fra Den Hielmstierne-Rosencroneske Stiftelse og i 1885 en rejseunderstøttelse til indlandet fra Akademiet. I 1888-89 foretog han en længere udenlandsrejse, hvortil han i 1889 fik en understøttelse. En ny rejseunderstøttelse fik han i 1892 til en studierejse, navnlig til Venedig. Flere gengivelser herfra bærer vidne om hans studium, et af dem købtes af Kunstforeningen. Han ægtede i 1890 Marie Brorson, datter af korpslæge Christian Sophus Brorson (1829-1884) og Ida Vilhelmine født Haslund.